# Eragrostis pseudobtusa
Eragrostis pseudobtusa är en gräsart som beskrevs av De Winter. Eragrostis pseudobtusa ingår i släktet kärleksgrässläktet, och familjen gräs. Inga underarter finns listade i Catalogue of Life.